# Sturmius (род коллембол)
Sturmius (лат.) — род коллембол из надсемейства Sturmioidea (Symphypleona). Единственный представитель семейства Sturmiidae.

## Описание
Тело овальное или округлое, изменчивой темно-синей или буро-фиолетовой окраской тела. Отличаются от других семейств формой и расположением щетинок на теле.

## Классификация
Включает три вида.
- Sturmius epiphytus Bretfeld, 1994
- Sturmius truncivivus Bretfeld & Gauer, 1999
- Sturmius panamaensis G.Castaño-Meneses & J.G.Palacios-Vargas, 2011

## Распространение
Встречаются в Южной и Центральной Америке: Колумбии, Бразилии, Панаме.